# Clasificación de AFC para la Copa Mundial de Fútbol de 1998
En la fase de clasificación para Copa Mundial de Fútbol de 1998 celebrado en Francia, la AFC disponía de 3,5 plazas (de las 32 totales del mundial). Para asignar estas plazas, a la que optaban 36 equipos, se realizó un torneo dividido en tres rondas:
- Primera ronda: Con las 36 selecciones se formarían 10 grupos de 3 o 4 selecciones cada uno. En cada grupo se jugaría una liguilla, con partidos fuera y en casa (excepto en el grupo 10 donde cada selección jugaría un encuentro con cada una de las otras selecciones). El primero del grupo avanzaría a la siguiente ronda.
- Ronda final: Las 10 selecciones se dividirían en 2 grupos de 5 equipos cada uno. En cada grupo se jugaría una liguilla, con partidos fuera y en casa. Los primeros de grupo se clasificarían para la Copa Mundial de Fútbol de 1998 y los segundos de grupos pasarían a la siguiente ronda.
- Repesca: Los 2 equipos jugarían una eliminatoria a doble partido. El vencedor se clasificaría para la Copa Mundial de Fútbol de 1998 y el perdedor pasaría a la repesca intercontinental.

## Primera ronda

### Grupo 1
| Pos. | Equipo             | Pts. | PJ | G | E | P | GF | GC | Dif. | Clasificación |
| ---- | ------------------ | ---- | -- | - | - | - | -- | -- | ---- | ------------- |
| 1    | Arabia Saudita (A) | 16   | 6  | 5 | 1 | 0 | 18 | 1  | +17  | Ronda Final   |
| 2    | Malasia (E)        | 11   | 6  | 3 | 2 | 1 | 5  | 3  | +2   |               |
| 3    | China Taipéi (E)   | 4    | 6  | 1 | 1 | 4 | 4  | 13 | −9   |               |
| 4    | Bangladés (E)      | 3    | 6  | 1 | 0 | 5 | 4  | 14 | −10  |               |

 Fuente: 
| 16 de marzo de 1997 | China Taipéi | 0–2     | Arabia Saudita                    | Estadio Shah Alam, Shah Alam, Selangor, Malasia     |                                                     |
|                     |              | Reporte | O.Al-Dosari 34' · Al-Shahrani 37' | Asistencia: 15,000 espectadores Árbitro(s): Umemoto | Asistencia: 15,000 espectadores Árbitro(s): Umemoto |

| 16 de marzo de 1997 | Malasia               | 2–0     | Bangladés | Estadio Shah Alam, Shah Alam, Selangor, Malasia        |                                                        |
|                     | Azman 43' · Abdul 87' | Reporte |           | Asistencia: 25,000 espectadores Árbitro(s): Wei Jihong | Asistencia: 25,000 espectadores Árbitro(s): Wei Jihong |

| 18 de marzo de 1997 | Bangladés | 1–3     | China Taipéi                                             | Estadio Shah Alam, Shah Alam, Selangor, Malasia |                                 |
|                     | Rana 56'  | Reporte | Lin Wen Han 59' · Huang Che-ming 62' · Chen Kuei-jen 78' | Asistencia: 10,000 espectadores                 | Asistencia: 10,000 espectadores |

| 18 de marzo de 1997 | Malasia | 0–0     | Arabia Saudita | Estadio Shah Alam, Shah Alam, Selangor, Malasia     |                                                     |
|                     |         | Reporte |                | Asistencia: 20,000 espectadores Árbitro(s): Umemoto | Asistencia: 20,000 espectadores Árbitro(s): Umemoto |

| 20 de marzo de 1997 | Bangladés | 1–4     | Arabia Saudita                                                      | Estadio Shah Alam, Shah Alam, Selangor, Malasia |                                |
|                     | Rana 44'  | Reporte | Al-Muwallid 20' · Al-Temawi 27' · Al-Shahrani 65' · Al-Mehallel 73' | Asistencia: 5,000 espectadores                  | Asistencia: 5,000 espectadores |

| 20 de marzo de 1997 | Malasia                    | 2–0     | China Taipéi | Estadio Shah Alam, Shah Alam, Selangor, Malasia    |                                                    |
|                     | Che Zambil 2' · Sulong 16' | Reporte |              | Asistencia: 10,293 espectadores Árbitro(s): Hakeem | Asistencia: 10,293 espectadores Árbitro(s): Hakeem |

| 27 de marzo de 1997 | China Taipéi | 0–0     | Malasia | Youth Welfare, Yeda, Arabia Saudita                 |                                                     |
|                     |              | Reporte |         | Asistencia: 20,000 espectadores Árbitro(s): Al Kabi | Asistencia: 20,000 espectadores Árbitro(s): Al Kabi |

| 27 de marzo de 1997 | Arabia Saudita                                             | 3–0     | Bangladés | Youth Welfare, Yeda, Arabia Saudita                        |                                                            |
|                     | Al-Shahrani 12' · O.Al-Dosari 61' · Abdullah Al-Dosari 78' | Reporte |           | Asistencia: 20,000 espectadores Árbitro(s): Ayad (Lebanon) | Asistencia: 20,000 espectadores Árbitro(s): Ayad (Lebanon) |

| 29 de marzo de 1997 | Arabia Saudita                        | 3–0     | Malasia | Youth Welfare, Yeda, Arabia Saudita                    |                                                        |
|                     | Al-Muwallid 59' 85' · O.Al-Dosari 87' | Reporte |         | Asistencia: 15,000 espectadores Árbitro(s): Un-Prasert | Asistencia: 15,000 espectadores Árbitro(s): Un-Prasert |

| 29 de marzo de 1997 | China Taipéi    | 1–2     | Bangladés                    | Youth Welfare, Yeda, Arabia Saudita                 |                                                     |
|                     | Hsu Te Ming 33' | Reporte | Alfaz Ahmed 47' · Imtiaz 69' | Asistencia: 2,000 espectadores Árbitro(s): Abu Loom | Asistencia: 2,000 espectadores Árbitro(s): Abu Loom |

| 31 de marzo de 1997 | Bangladés | 0–1     | Malasia    | Youth Welfare, Yeda, Arabia Saudita                   |                                                       |
|                     |           | Reporte | Zainal 84' | Asistencia: 6,000 espectadores Árbitro(s): Un-Prasert | Asistencia: 6,000 espectadores Árbitro(s): Un-Prasert |

| 31 de marzo de 1997 | Arabia Saudita                                                                  | 6–0     | China Taipéi | Youth Welfare, Yeda, Arabia Saudita                      |                                                          |
|                     | Al-Jaber 3' 16' 63' · Al-Muwallid 5' · Abdulaziz Al-Dosari 30' · Al-Zahrani 46' | Reporte |              | Asistencia: 9,000 espectadores Árbitro(s): Kim Young-joo | Asistencia: 9,000 espectadores Árbitro(s): Kim Young-joo |

### Grupo 2
| Pos. | Equipo         | Pts. | PJ | G | E | P | GF | GC | Dif. | Clasificación |
| ---- | -------------- | ---- | -- | - | - | - | -- | -- | ---- | ------------- |
| 1    | Irán (A)       | 16   | 6  | 5 | 1 | 0 | 39 | 3  | +36  | Ronda Final   |
| 2    | Kirguistán (E) | 9    | 6  | 3 | 0 | 3 | 12 | 14 | −2   |               |
| 3    | Siria (E)      | 7    | 6  | 2 | 1 | 3 | 27 | 8  | +19  |               |
| 4    | Maldivas (E)   | 0    | 6  | 0 | 0 | 6 | 0  | 59 | −59  |               |

 Fuente: 
| 2 de junio de 1997 | Maldivas | 0–17    | Irán | Estadio Abbasiyyin, Damasco, Siria                    |                                                       |
|                    |          | Reporte | Bagheri 9' 13' 16' 60' 66' 67' 86' · Estili 29' 47' 55' · Azizi 35' 36' · Shahroudi 56' · Mahdavikia 63' · Daei 75' 77' · Minavand 87' | Asistencia: 7,000 espectadores Árbitro(s): An Bong-ki | Asistencia: 7,000 espectadores Árbitro(s): An Bong-ki |

| 4 de junio de 1997 | Siria | 12–0    | Maldivas | Estadio Abbasiyyin, Damasco, Siria                |                                                   |
|                    | Bayazid 7' 13' · Jokhadar 9' 37' 89' · Rifai 10' · Jabban 12' 78' · Srour 21' · Zaher 49' · Boushi 70' 79' | Reporte |          | Asistencia: 15,000 espectadores Árbitro(s): Saleh | Asistencia: 15,000 espectadores Árbitro(s): Saleh |

| 4 de junio de 1997 | Kirguistán | 0–7     | Irán                                                                     | Estadio Abbasiyyin, Damasco, Siria                |                                                   |
|                    |            | Reporte | Bagheri 35' 51' · Daei 57' · Majidi 68' 88' · Minavand 76' · Mousavi 82' | Asistencia: 8,000 espectadores Árbitro(s): Maidin | Asistencia: 8,000 espectadores Árbitro(s): Maidin |

| 6 de junio de 1997 | Siria | 0–1     | Irán     | Estadio Abbasiyyin, Damasco, Siria                |                                                   |
|                    |       | Reporte | Daei 65' | Asistencia: 33,000 espectadores Árbitro(s): Okada | Asistencia: 33,000 espectadores Árbitro(s): Okada |

| 6 de junio de 1997 | Kirguistán                                | 3–0     | Maldivas | Estadio Abbasiyyin, Damasco, Siria                     |                                                        |
|                    | Korzanov 4' · Merzlikin 24' · Yusupov 28' | Reporte |          | Asistencia: 7,000 espectadores Árbitro(s): Wang Xuezhi | Asistencia: 7,000 espectadores Árbitro(s): Wang Xuezhi |

| 9 de junio de 1997 | Irán                       | 3–1     | Kirguistán | Estadio Azadi, Teherán, Irán                           |                                                        |
|                    | Azizi 3' 77' · Bagheri 52' | Reporte | Kutsov 16' | Asistencia: 50,000 espectadores Árbitro(s): Un-Prasert | Asistencia: 50,000 espectadores Árbitro(s): Un-Prasert |

| 9 de junio de 1997 | Maldivas | 0–12    | Siria                                                                                                  | Estadio Azadi, Teherán, Irán                         |                                                      |
|                    |          | Reporte | Agha 24' 50' · Dib 55' · Taleb 60' · Bayazid 62' 63' 87' · Rihawi 66' · Abrash 80' 90' · Zaher 85' 89' | Asistencia: 25,000 espectadores Árbitro(s): Abdullah | Asistencia: 25,000 espectadores Árbitro(s): Abdullah |

| 11 de junio de 1997 | Irán                                                                                             | 9–0     | Maldivas | Estadio Azadi, Teherán, Irán                        |                                                     |
|                     | Mansourian 15' 44' · Bagheri 22' 39' · Daei 33' 43' · Mahdavikia 38' · Shahroudi 68' · Azizi 87' | Reporte |          | Asistencia: 30,000 espectadores Árbitro(s): Sanhoub | Asistencia: 30,000 espectadores Árbitro(s): Sanhoub |

| 11 de junio de 1997 | Kirguistán                | 2–1     | Siria      | Estadio Azadi, Teherán, Irán                           |                                                        |
|                     | Sardarov 76' · Kutsov 89' | Reporte | Boushi 84' | Asistencia: 15,000 espectadores Árbitro(s): Yu Jingyin | Asistencia: 15,000 espectadores Árbitro(s): Yu Jingyin |

| 13 de junio de 1997 | Irán                           | 2–2     | Siria                    | Estadio Azadi, Teherán, Irán                          |                                                       |
|                     | Shahroudi 10' · Mansourian 30' | Reporte | Boushi 11' · Bayazid 39' | Asistencia: 100,000 espectadores Árbitro(s): Abdullah | Asistencia: 100,000 espectadores Árbitro(s): Abdullah |

| 13 de junio de 1997 | Maldivas | 0–6     | Kirguistán                                                                | Estadio Azadi, Teherán, Irán                          |                                                       |
|                     |          | Reporte | Merzlikin 14' · Chertkov 22' · Kutsov 26' · Haitbaev 47' 89' · Ivanov 47' | Asistencia: 70,000 espectadores Árbitro(s): Al-Damisi | Asistencia: 70,000 espectadores Árbitro(s): Al-Damisi |

Al partido de la sexta jornada entre Siria y Kirguistán, a disputar en Siria, no comparecieron ninguna de las dos selecciones al estar ambas sin posibilidad de clasificar a la siguiente ronda. La FIFA les dio a ambas el partido por perdido por 3 tantos a 0 a efectos clasificatorios.

### Grupo 3
| Pos. | Equipo       | Pts. | PJ | G | E | P | GF | GC | Dif. | Clasificación |
| ---- | ------------ | ---- | -- | - | - | - | -- | -- | ---- | ------------- |
| 1    | EAU (A)      | 10   | 4  | 3 | 1 | 0 | 7  | 1  | +6   | Ronda Final   |
| 2    | Jordania (E) | 4    | 4  | 1 | 1 | 2 | 4  | 4  | 0    |               |
| 3    | Baréin (E)   | 3    | 4  | 1 | 0 | 3 | 3  | 9  | −6   |               |

 Fuente: 
| 8 de abril de 1997 | Jordania | 0–0     | Emiratos Árabes Unidos | Estadio Nacional de Baréin, Riffa, Baréin              |                                                        |
|                    |          | Reporte |                        | Asistencia: 3,000 espectadores Árbitro(s): Al Mehannah | Asistencia: 3,000 espectadores Árbitro(s): Al Mehannah |

| 11 de abril de 1997 | Baréin      | 1–2     | Emiratos Árabes Unidos | Estadio Nacional de Baréin, Riffa, Baréin          |                                                    |
|                     | Darwish 84' | Reporte | Abdulla 18' 57'        | Asistencia: 18,000 espectadores Árbitro(s): Lu Jun | Asistencia: 18,000 espectadores Árbitro(s): Lu Jun |

| 14 de abril de 1997 | Baréin        | 1–0     | Jordania | Estadio Nacional de Baréin, Riffa, Baréin         |                                                   |
|                     | Al-Doseri 27' | Reporte |          | Asistencia: 4,000 espectadores Árbitro(s): Hammal | Asistencia: 4,000 espectadores Árbitro(s): Hammal |

| 19 de abril de 1997 | Jordania                                              | 4–1     | Baréin     | Sports Stadium, Sharjah, EAU                     |                                                  |
|                     | Tadrus 14' 89' · Qasem Al-Sheikh 33' · Al-Khateeb 88' | Reporte | Rashed 43' | Asistencia: 4,000 espectadores Árbitro(s): Falah | Asistencia: 4,000 espectadores Árbitro(s): Falah |

| 22 de abril de 1997 | Emiratos Árabes Unidos      | 3–0     | Baréin | Sports Stadium, Sharjah, EAU                    |                                                 |
|                     | Saeed 14' · Mubarak 50' 60' | Reporte |        | Asistencia: 12,000 espectadores Árbitro(s): Ota | Asistencia: 12,000 espectadores Árbitro(s): Ota |

| 26 de abril de 1997 | Emiratos Árabes Unidos       | 2–0     | Jordania | Sports Stadium, Sharjah, EAU                       |                                                    |
|                     | Al Talyani 27' · Mubarak 88' | Reporte |          | Asistencia: 12,000 espectadores Árbitro(s): Asgari | Asistencia: 12,000 espectadores Árbitro(s): Asgari |

### Grupo 4
| Pos. | Equipo    | Pts. | PJ | G | E | P | GF | GC | Dif. | Clasificación |
| ---- | --------- | ---- | -- | - | - | - | -- | -- | ---- | ------------- |
| 1    | Japón (A) | 16   | 6  | 5 | 1 | 0 | 31 | 1  | +30  | Ronda Final   |
| 2    | Omán (E)  | 13   | 6  | 4 | 1 | 1 | 14 | 2  | +12  |               |
| 3    | Macao (E) | 4    | 6  | 1 | 1 | 4 | 3  | 28 | −25  |               |
| 4    | Nepal (E) | 1    | 6  | 0 | 1 | 5 | 2  | 19 | −17  |               |

 Fuente: 
| 23 de marzo de 1997 | Nepal      | 1–1     | Macao      | Complejo Deportivo del Sultan Qaboos, Mascate, Omán |                                                    |
|                     | Khadka 23' | Reporte | Cheang 13' | Asistencia: 500 espectadores Árbitro(s): Nurilddin  | Asistencia: 500 espectadores Árbitro(s): Nurilddin |

| 23 de marzo de 1997 | Omán | 0–1     | Japón     | Complejo Deportivo del Sultan Qaboos, Mascate, Omán |                                                   |
|                     |      | Reporte | Omura 10' | Asistencia: 2,000 espectadores Árbitro(s): Yaakub   | Asistencia: 2,000 espectadores Árbitro(s): Yaakub |

| 25 de marzo de 1997 | Macao | 0–10    | Japón                                                                                     | Complejo Deportivo del Sultan Qaboos, Mascate, Omán  |                                                      |
|                     |       | Reporte | Akita 1' · Takagi 14' 33' 72' · Soma 45' · Miura 54' 89' · Morishima 80' 82' · Nanami 86' | Asistencia: 600 espectadores Árbitro(s): Wang Xuezhi | Asistencia: 600 espectadores Árbitro(s): Wang Xuezhi |

| 25 de marzo de 1997 | Omán           | 1–0     | Nepal | Complejo Deportivo del Sultan Qaboos, Mascate, Omán  |                                                      |
|                     | Al Busaidy 75' | Reporte |       | Asistencia: 1,000 espectadores Árbitro(s): [ Shaikho | Asistencia: 1,000 espectadores Árbitro(s): [ Shaikho |

| 27 de marzo de 1997 | Nepal | 0–6     | Japón                                                      | Complejo Deportivo del Sultan Qaboos, Mascate, Omán  |                                                      |
|                     |       | Reporte | Morishima 24' · Takagi 47' 55' 89' · Omura 76' · Honda 90' | Asistencia: 500 espectadores Árbitro(s): Nadjafaliev | Asistencia: 500 espectadores Árbitro(s): Nadjafaliev |

| 27 de marzo de 1997 | Omán                                           | 4–0     | Macao | Complejo Deportivo del Sultan Qaboos, Mascate, Omán |                      |
|                     | Samir 32' · Al Siyabi 42' 56' · Abdul Noor 83' | Reporte |       | Árbitro(s): Nurildin                                | Árbitro(s): Nurildin |

| 22 de junio de 1997 | Japón                                                                       | 10–0    | Macao | National Stadium, Tokio, Japón                            |                                                           |
|                     | Nakata 17' 61' · Nishizawa 21' · Miura 23' 29' 44' 57' 62' 79' · Nanami 42' | Reporte |       | Asistencia: 27,342 espectadores Árbitro(s): Mostafanezhad | Asistencia: 27,342 espectadores Árbitro(s): Mostafanezhad |

| 22 de junio de 1997 | Nepal | 0–6     | Omán                                                                                     | National Stadium, Tokio, Japón                         |                                                        |
|                     |       | Reporte | Shakya 1' (a.g.) · Al Busaidy 13' · Ahmed Hassan 17' 50' · Al Araimi 73' · Al Masori 78' | Asistencia: 15,875 espectadores Árbitro(s): Sun Baojie | Asistencia: 15,875 espectadores Árbitro(s): Sun Baojie |

| 25 de junio de 1997 | Japón                         | 3–0     | Nepal | National Stadium, Tokio, Japón                   |                                                  |
|                     | Nishizawa 44' · Miura 72' 87' | Reporte |       | Asistencia: 28,360 espectadores Árbitro(s): Yapa | Asistencia: 28,360 espectadores Árbitro(s): Yapa |

| 25 de junio de 1997 | Macao | 0–2     | Omán                             | National Stadium, Tokio, Japón                       |                                                      |
|                     |       | Reporte | Al Araimi 44' · Ahmed Hassan 89' | Asistencia: 8,737 espectadores Árbitro(s): Al Rifaee | Asistencia: 8,737 espectadores Árbitro(s): Al Rifaee |

| 28 de junio de 1997 | Japón     | 1–1     | Omán      | National Stadium, Tokio, Japón                          |                                                         |
|                     | Nakata 4' | Reporte | Samir 63' | Asistencia: 48,839 espectadores Árbitro(s): Subramaniam | Asistencia: 48,839 espectadores Árbitro(s): Subramaniam |

| 28 de junio de 1997 | Macao                 | 2–1     | Nepal      | National Stadium, Tokio, Japón  |                                 |
|                     | Che 78' · Martins 89' | Reporte | Amatya 19' | Asistencia: 22,972 espectadores | Asistencia: 22,972 espectadores |

### Grupo 5
| Pos. | Equipo         | Pts. | PJ | G | E | P | GF | GC | Dif. | Clasificación |
| ---- | -------------- | ---- | -- | - | - | - | -- | -- | ---- | ------------- |
| 1    | Uzbekistán (A) | 16   | 6  | 5 | 1 | 0 | 20 | 3  | +17  | Ronda Final   |
| 2    | Yemen (E)      | 8    | 6  | 2 | 2 | 2 | 10 | 7  | +3   |               |
| 3    | Indonesia (E)  | 7    | 6  | 1 | 4 | 1 | 11 | 6  | +5   |               |
| 4    | Camboya (E)    | 1    | 6  | 0 | 1 | 5 | 2  | 27 | −25  |               |

 Fuente: 
| 6 de abril de 1997 | Indonesia                                                     | 8–0     | Camboya | Gelora Bung Karno Stadium, Yakarta, Indonesia |                                 |
|                    | Putro 1' · Lubis 6' 52' · Putiray 12' 44' 70' · Wabia 31' 36' | Reporte |         | Asistencia: 25,000 espectadores               | Asistencia: 25,000 espectadores |

| 13 de abril de 1997 | Indonesia | 0–0     | Yemen | Gelora Bung Karno Stadium, Yakarta, Indonesia           |                                                         |
|                     |           | Reporte |       | Asistencia: 25,000 espectadores Árbitro(s): Subramaniam | Asistencia: 25,000 espectadores Árbitro(s): Subramaniam |

| 20 de abril de 1997 | Camboya | 0–1     | Yemen       | Estadio Olímpico de Nom Pen, Nom Pen, Camboya          |                                                        |
|                     |         | Reporte | Dariban 39' | Asistencia: 20,000 espectadores Árbitro(s): Ng Yim Kin | Asistencia: 20,000 espectadores Árbitro(s): Ng Yim Kin |

| 27 de abril de 1997 | Camboya      | 1–1     | Indonesia | Estadio Olímpico de Nom Pen, Nom Pen, Camboya          |                                                        |
|                     | Sochetra 65' | Reporte | Putro 80' | Asistencia: 30,000 espectadores Árbitro(s): Li Haiseng | Asistencia: 30,000 espectadores Árbitro(s): Li Haiseng |

| 9 de mayo de 1997 | Yemen | 0–1     | Uzbekistán   | Althawra Sports City Stadium, Saná, Yemen            |                                                      |
|                   |       | Reporte | Khasanov 27' | Asistencia: 28,000 espectadores Árbitro(s): Sawarkeh | Asistencia: 28,000 espectadores Árbitro(s): Sawarkeh |

| 16 de mayo de 1997 | Yemen                                                            | 7–0     | Camboya | Althawra Sports City Stadium, Saná, Yemen        |                                                  |
|                    | Al Ariki 4' 13' 15' 83' · Noman 50' · Bashafal 55' · Abdulla 65' | Reporte |         | Asistencia: 40,000 espectadores Árbitro(s): Dalu | Asistencia: 40,000 espectadores Árbitro(s): Dalu |

| 25 de mayo de 1997 | Uzbekistán                                                                 | 6–0     | Camboya | Estadio Pakhtakor Markaziy, Tashkent, Uzbekistán     |                                                      |
|                    | Shirshov 8' · Khasanov 18' · Lebedev 38' 73' · Fedorov 45' · Irismetov 55' | Reporte |         | Asistencia: 53,000 espectadores Árbitro(s): Kolpakov | Asistencia: 53,000 espectadores Árbitro(s): Kolpakov |

| 1 de junio de 1997 | Indonesia    | 1–1     | Uzbekistán    | Gelora Bung Karno Stadium, Yakarta, Indonesia              |                                                            |
|                    | Sudirman 34' | Reporte | Shatskikh 74' | Asistencia: 30,000 espectadores Árbitro(s): Kim Kwang-jong | Asistencia: 30,000 espectadores Árbitro(s): Kim Kwang-jong |

| 13 de junio de 1997 | Yemen        | 1–1     | Indonesia | Althawra Sports City Stadium, Saná, Yemen           |                                                     |
|                     | Al Ariki 33' | Reporte | Putro 59' | Asistencia: 35,000 espectadores Árbitro(s): Mubarak | Asistencia: 35,000 espectadores Árbitro(s): Mubarak |

| 20 de junio de 1997 | Uzbekistán                       | 3–0     | Indonesia | Estadio Pakhtakor Markaziy, Tashkent, Uzbekistán         |                                                          |
|                     | Shatskikh 12' · Maksudov 37' 87' | Reporte |           | Asistencia: 55,000 espectadores Árbitro(s): Jalal Moradi | Asistencia: 55,000 espectadores Árbitro(s): Jalal Moradi |

| 29 de junio de 1997 | Camboya      | 1–4     | Uzbekistán                         | Estadio Olímpico de Nom Pen, Nom Pen, Camboya      |                                                    |
|                     | Sochetra 12' | Reporte | Marifaliev 2' 60' · Bozorov 9' 30' | Asistencia: 12,000 espectadores Árbitro(s): Baloch | Asistencia: 12,000 espectadores Árbitro(s): Baloch |

| 24 de agosto de 1997 | Uzbekistán                                        | 5–1     | Yemen       | Estadio Pakhtakor Markaziy, Tashkent, Uzbekistán     |                                                      |
|                      | Shkvyrin 8' 63' · Shatskikh 55' 75' · Bazarov 62' | Reporte | Zughair 30' | Asistencia: 20,000 espectadores Árbitro(s): Al Aalaq | Asistencia: 20,000 espectadores Árbitro(s): Al Aalaq |

### Grupo 6
| Pos. | Equipo            | Pts. | PJ | G | E | P | GF | GC | Dif. | Clasificación |
| ---- | ----------------- | ---- | -- | - | - | - | -- | -- | ---- | ------------- |
| 1    | Corea del Sur (A) | 10   | 4  | 3 | 1 | 0 | 9  | 1  | +8   | Ronda Final   |
| 2    | Tailandia (E)     | 4    | 4  | 1 | 1 | 2 | 5  | 6  | −1   |               |
| 3    | Hong Kong (E)     | 3    | 4  | 1 | 0 | 3 | 3  | 10 | −7   |               |

 Fuente: 
| 23 de febrero de 1997 | Hong Kong | 0–2 | Corea del Sur                        | Estadio Hong Kong, Hong Kong |                   |
|                       |           |     | Seo Jung-won 60' · Choi Moon-sik 75' | Árbitro(s): Ogawa            | Árbitro(s): Ogawa |

| 2 de marzo de 1997 | Tailandia    | 1–3     | Corea del Sur                                         | Estadio Rajamangala, Bangkok, Tailandia            |                                                    |
|                    | Piyapong 48' | Reporte | Roh Sang-rae 18' · Ha Seok-ju 74' · Choi Moon-sik 86' | Asistencia: 20,000 espectadores Árbitro(s): Lu Jun | Asistencia: 20,000 espectadores Árbitro(s): Lu Jun |

| 9 de marzo de 1997 | Tailandia                   | 2–0     | Hong Kong | Estadio Rajamangala, Bangkok, Tailandia                |                                                        |
|                    | Krissada 23' · Natipong 79' | Reporte |           | Asistencia: 10,000 espectadores Árbitro(s): Al Dokhail | Asistencia: 10,000 espectadores Árbitro(s): Al Dokhail |

| 30 de marzo de 1997 | Hong Kong                                            | 3–2     | Tailandia                     | Estadio Hong Kong, Hong Kong                        |                                                     |
|                     | Lee Kin Woo 23' · Cheng Sin Siu 48' · Au Wai Lun 88' | Reporte | Natipong 43' · Chalermsan 70' | Asistencia: 20,000 espectadores Árbitro(s): Mohamed | Asistencia: 20,000 espectadores Árbitro(s): Mohamed |

| 28 de mayo de 1997 | Corea del Sur                                               | 4–0     | Hong Kong | Daejeon Hanbat Sports Complex, Daejeon, Corea del Sur |                                                  |
|                    | Yoo Sang-chul 25' · Choi Yong-soo 39' 72' · Park Kun-ha 86' | Reporte |           | Asistencia: 20,000 espectadores Árbitro(s): Issa      | Asistencia: 20,000 espectadores Árbitro(s): Issa |

| 1 de junio de 1997 | Corea del Sur | 0–0     | Tailandia | Estadio Olímpico de Seúl, Seúl, Corea del Sur         |                                                       |
|                    |               | Reporte |           | Asistencia: 20,000 espectadores Árbitro(s): Al Sharif | Asistencia: 20,000 espectadores Árbitro(s): Al Sharif |

### Grupo 7
| Pos. | Equipo       | Pts. | PJ | G | E | P | GF | GC | Dif. | Clasificación |
| ---- | ------------ | ---- | -- | - | - | - | -- | -- | ---- | ------------- |
| 1    | Kuwait (A)   | 12   | 4  | 4 | 0 | 0 | 10 | 1  | +9   | Ronda Final   |
| 2    | Líbano (E)   | 4    | 4  | 1 | 1 | 2 | 4  | 7  | −3   |               |
| 3    | Singapur (E) | 1    | 4  | 0 | 1 | 3 | 2  | 8  | −6   |               |

 Fuente: 
| 13 de abril de 1997 | Líbano    | 1–1     | Singapur   | Bourj Hammoud Stadium, Beirut, Líbano               |                                                     |
|                     | Nazha 49' | Reporte | Zainal 88' | Asistencia: 12,000 espectadores Árbitro(s): Al-Zaid | Asistencia: 12,000 espectadores Árbitro(s): Al-Zaid |

| 26 de abril de 1997 | Singapur | 0–1     | Kuwait       | National Stadium, Singapur                                |                                                           |
|                     |          | Reporte | Al Saqer 29' | Asistencia: 13,000 espectadores Árbitro(s): Park Hae-Yong | Asistencia: 13,000 espectadores Árbitro(s): Park Hae-Yong |

| 8 de mayo de 1997 | Kuwait                        | 2–0     | Líbano | Estadio Al-Sadaqua Walsalam, Kuwait (ciudad), Kuwait |                                                     |
|                   | Al Huwaidi 38' · Al Ahmad 79' | Reporte |        | Asistencia: 12,000 espectadores Árbitro(s): Bujsaim  | Asistencia: 12,000 espectadores Árbitro(s): Bujsaim |

| 24 de mayo de 1997 | Singapur                  | 1–2     | Líbano                    | National Stadium, Singapur                             |                                                        |
|                    | Chuan Tan Teng 58' (pen.) | Reporte | Shehab 35' · Melikian 80' | Asistencia: 14,455 espectadores Árbitro(s): Un-Prasert | Asistencia: 14,455 espectadores Árbitro(s): Un-Prasert |

| 5 de junio de 1997 | Kuwait                                                     | 4–0     | Singapur | Estadio Al-Sadaqua Walsalam, Kuwait (ciudad), Kuwait |                                                      |
|                    | Saihan 28' · Al Ahmad 35' · Al Huwaidi 43' · Abdulaziz 78' | Reporte |          | Asistencia: 13,000 espectadores Árbitro(s): Abo Allo | Asistencia: 13,000 espectadores Árbitro(s): Abo Allo |

| 22 de junio de 1997 | Líbano     | 1–3     | Kuwait                       | Bourj Hammoud Stadium, Beirut, Líbano            |                                                  |
|                     | Shehab 29' | Reporte | Otaibi 7' · Al Saleh 32' 74' | Asistencia: 2,500 espectadores Árbitro(s): Okada | Asistencia: 2,500 espectadores Árbitro(s): Okada |

### Grupo 8
| Pos. | Equipo           | Pts. | PJ | G | E | P | GF | GC | Dif. | Clasificación |
| ---- | ---------------- | ---- | -- | - | - | - | -- | -- | ---- | ------------- |
| 1    | China (A)        | 16   | 6  | 5 | 1 | 0 | 13 | 2  | +11  | Ronda Final   |
| 2    | Tayikistán (E)   | 13   | 6  | 4 | 1 | 1 | 15 | 2  | +13  |               |
| 3    | Turkmenistán (E) | 6    | 6  | 2 | 0 | 4 | 8  | 13 | −5   |               |
| 4    | Vietnam (E)      | 0    | 6  | 0 | 0 | 6 | 2  | 21 | −19  |               |

 Fuente: 
| 4 de mayo de 1997 | Tayikistán                                     | 4–0     | Vietnam | Estadio Pamir, Dusambé, Tayikistán                   |                                                      |
|                   | Alidodov 8' · Mouminov 15' · Dzhaborov 50' 84' | Reporte |         | Asistencia: 18,000 espectadores Árbitro(s): Kouzalov | Asistencia: 18,000 espectadores Árbitro(s): Kouzalov |

| 4 de mayo de 1997 | Turkmenistán | 1–4     | China                                            | Nisa-Çandybil Stadium, Asjabad, Turkmenistán       |                                                    |
|                   | Meredov 90'  | Reporte | Peng Weiguo 26' 39' · Gao Feng 78' · Li Bing 80' | Asistencia: 3,000 espectadores Árbitro(s): Ibrahim | Asistencia: 3,000 espectadores Árbitro(s): Ibrahim |

| 11 de mayo de 1997 | Tayikistán | 0–1     | China           | Estadio Pamir, Dusambé, Tayikistán                |                                                   |
|                    |            | Reporte | Hao Haidong 65' | Asistencia: 19,000 espectadores Árbitro(s): Kaabi | Asistencia: 19,000 espectadores Árbitro(s): Kaabi |

| 11 de mayo de 1997 | Turkmenistán             | 2–1     | Vietnam              | Nisa-Çandybil Stadium, Asjabad, Turkmenistán        |                                                     |
|                    | Agabaev 39' · Gulyan 53' | Reporte | Nguyễn Công Vinh 71' | Asistencia: 2,500 espectadores Árbitro(s): Shrestha | Asistencia: 2,500 espectadores Árbitro(s): Shrestha |

| 25 de mayo de 1997 | Vietnam          | 1–3     | China                                         | Estadio Thống Nhất, Ho Chi Minh, Vietnam             |                                                      |
|                    | Lê Huỳnh Đức 38' | Reporte | Li Bing 23' · Fan Zhiyi 32' · Hao Haidong 44' | Asistencia: 23,000 espectadores Árbitro(s): Jindamai | Asistencia: 23,000 espectadores Árbitro(s): Jindamai |

| 25 de mayo de 1997 | Turkmenistán | 1–2     | Tayikistán      | Nisa-Çandybil Stadium, Asjabad, Turkmenistán    |                                                 |
|                    | Tkavadze 18' | Reporte | Knizaev 41' 49' | Asistencia: 3,000 espectadores Árbitro(s): Khan | Asistencia: 3,000 espectadores Árbitro(s): Khan |

| 1 de junio de 1997 | China        | 1–0     | Turkmenistán | Estadio de los Trabajadores, Pekín, China         |                                                   |
|                    | Li Jinyu 81' | Reporte |              | Asistencia: 20,000 espectadores Árbitro(s): Ogawa | Asistencia: 20,000 espectadores Árbitro(s): Ogawa |

| 1 de junio de 1997 | Vietnam | 0–4     | Tayikistán                                                  | Estadio Thống Nhất, Ho Chi Minh, Vietnam         |                                                  |
|                    |         | Reporte | Mouminov 5' · Alidodov 24' · Avakov 67' · Achourmamadov 75' | Asistencia: 10,000 espectadores Árbitro(s): Asri | Asistencia: 10,000 espectadores Árbitro(s): Asri |

| 8 de junio de 1997 | China | 0–0     | Tayikistán | Estadio de los Trabajadores, Pekín, China           |                                                     |
|                    |       | Reporte |            | Asistencia: 21,000 espectadores Árbitro(s): Hussein | Asistencia: 21,000 espectadores Árbitro(s): Hussein |

| 8 de junio de 1997 | Vietnam | 0–4     | Turkmenistán                    | Estadio Thống Nhất, Ho Chi Minh, Vietnam               |                                                        |
|                    |         | Reporte | Agaev 16' 57' 63' · Broshin 20' | Asistencia: 5,000 espectadores Árbitro(s): Kyaw U Kyaw | Asistencia: 5,000 espectadores Árbitro(s): Kyaw U Kyaw |

| 22 de junio de 1997 | China                                                           | 4–0     | Vietnam | Estadio de los Trabajadores, Pekín, China                |                                                          |
|                     | Fan Zhiyi 7' · Hao Haidong 45' · Ma Mingyu 65' · Su Maozhen 70' | Reporte |         | Asistencia: 15,000 espectadores Árbitro(s): Jang Sok Jin | Asistencia: 15,000 espectadores Árbitro(s): Jang Sok Jin |

| 22 de junio de 1997 | Tayikistán                                       | 5–0     | Turkmenistán | Estadio Pamir, Dusambé, Tayikistán                   |                                                      |
|                     | Avakov 4' 26' 34' · Dzhaborov 14' · Mouminov 88' | Reporte |              | Asistencia: 7,000 espectadores Árbitro(s): Lutfullin | Asistencia: 7,000 espectadores Árbitro(s): Lutfullin |

### Grupo 9
| Pos. | Equipo         | Pts. | PJ | G | E | P | GF | GC | Dif. | Clasificación |
| ---- | -------------- | ---- | -- | - | - | - | -- | -- | ---- | ------------- |
| 1    | Kazajistán (A) | 12   | 4  | 4 | 0 | 0 | 15 | 2  | +13  | Ronda Final   |
| 2    | Irak (E)       | 6    | 4  | 2 | 0 | 2 | 14 | 8  | +6   |               |
| 3    | Pakistán (E)   | 0    | 4  | 0 | 0 | 4 | 3  | 22 | −19  |               |

 Fuente: 
| 11 de mayo de 1997 | Kazajistán                           | 3–0     | Pakistán | Estadio Central, Almatý, Kazajistán                |                                                    |
|                    | Esmagambetov 2' 62' · Yablochkin 49' | Reporte |          | Asistencia: 12,000 espectadores Árbitro(s): Sapaev | Asistencia: 12,000 espectadores Árbitro(s): Sapaev |

| 23 de mayo de 1997 | Pakistán            | 2–6     | Irak                                                     | Railway Stadium, Lahore, Pakistán                     |                                                       |
|                    | Umer 8' · Rafiq 53' | Reporte | Fawzi 1' 62' · Chathir 35' 61' · Hussein 52' · Radhi 70' | Asistencia: 12,000 espectadores Árbitro(s): Senaweera | Asistencia: 12,000 espectadores Árbitro(s): Senaweera |

| 6 de junio de 1997 | Irak       | 1–2     | Kazajistán                | Estadio Al-Shaab, Bagdad, Irak                         |                                                        |
|                    | Saadoun 2' | Reporte | Klishin 41' · Loginov 48' | Asistencia: 20,000 espectadores Árbitro(s): Wei Jihong | Asistencia: 20,000 espectadores Árbitro(s): Wei Jihong |

| 11 de junio de 1997 | Pakistán | 0–7     | Kazajistán                                                                       | Railway Stadium, Lahore, Pakistán               |                                                 |
|                     |          | Reporte | Esmagambetov 28' · Klishin 32' · Loginov 36' · Mazbaev 53' · Zubarev 64' 68' 72' | Asistencia: 3,500 espectadores Árbitro(s): Essa | Asistencia: 3,500 espectadores Árbitro(s): Essa |

| 20 de junio de 1997 | Irak                                            | 6–1     | Pakistán | Estadio Al-Shaab, Bagdad, Irak |                   |
|                     | Hussein 11' 26' · Fawzi 69' 76' · Abbas 71' 89' | Reporte | Umer 58' | Árbitro(s): Ammar              | Árbitro(s): Ammar |

| 29 de junio de 1997 | Kazajistán                                    | 3–1     | Irak        | Estadio Central, Almatý, Kazajistán                  |                                                      |
|                     | Mazbaev 4' · Loginov 26' · Saadoun 56' (a.g.) | Reporte | Abdullah 1' | Asistencia: 12,000 espectadores Árbitro(s): Russamee | Asistencia: 12,000 espectadores Árbitro(s): Russamee |

### Grupo 10
| Pos. | Equipo        | Pts. | PJ | G | E | P | GF | GC | Dif. | Clasificación |
| ---- | ------------- | ---- | -- | - | - | - | -- | -- | ---- | ------------- |
| 1    | Catar (A)     | 9    | 3  | 3 | 0 | 0 | 14 | 0  | +14  | Ronda Final   |
| 2    | Sri Lanka (E) | 4    | 3  | 1 | 1 | 1 | 4  | 4  | 0    |               |
| 3    | India (E)     | 4    | 3  | 1 | 1 | 1 | 3  | 7  | −4   |               |
| 4    | Filipinas (E) | 0    | 3  | 0 | 0 | 3 | 0  | 10 | −10  |               |

 Fuente: 
| 20 de septiembre de 1996 | Catar                                | 3–0     | Sri Lanka | Estadio Internacional Jalifa, Doha, Catar            |                                                      |
|                          | Soufi 35' · Al-Enazi 51' · Fazli 81' | Reporte |           | Asistencia: 1,000 espectadores Árbitro(s): Ordabayev | Asistencia: 1,000 espectadores Árbitro(s): Ordabayev |

| 21 de septiembre de 1996 | India                      | 2–0     | Filipinas | Estadio Internacional Jalifa, Doha, Catar            |                                                      |
|                          | Vijayan 81' · Coutinho 85' | Reporte |           | Asistencia: 700 espectadores Árbitro(s): Al Shughair | Asistencia: 700 espectadores Árbitro(s): Al Shughair |

| 23 de septiembre de 1996 | Catar                                                    | 5–0     | Filipinas | Estadio Internacional Jalifa, Doha, Catar      |                                                |
|                          | Al-Enazi 19' 41' · Soufi 29' · Al Noobi 30' · Jaloof 38' | Reporte |           | Asistencia: 800 espectadores Árbitro(s): Sahib | Asistencia: 800 espectadores Árbitro(s): Sahib |

| 24 de septiembre de 1996 | Sri Lanka | 1–1     | India       | Estadio Internacional Jalifa, Doha, Catar      |                                                |
|                          | Silva 14' | Reporte | Chapman 39' | Asistencia: 400 espectadores Árbitro(s): Ammar | Asistencia: 400 espectadores Árbitro(s): Ammar |

| 26 de septiembre de 1996 | Filipinas | 0–3     | Sri Lanka                      | Estadio Internacional Jalifa, Doha, Catar          |                                                    |
|                          |           | Reporte | Steinwall 28' · Perera 55' 80' | Asistencia: 200 espectadores Árbitro(s): Ordabayev | Asistencia: 200 espectadores Árbitro(s): Ordabayev |

| 27 de septiembre de 1996 | Catar                                                                 | 6–0     | India | Estadio Internacional Jalifa, Doha, Catar              |                                                        |
|                          | Al-Enazi 27' 40' · Al Kuwari 42' · Maayof 47' · Soufi 52' · Fazli 61' | Reporte |       | Asistencia: 3,000 espectadores Árbitro(s): Al Shughair | Asistencia: 3,000 espectadores Árbitro(s): Al Shughair |

## Ronda final

### Grupo A
| Pos. | Equipo         | Pts. | PJ | G | E | P | GF | GC | Dif. | Clasificación |
| ---- | -------------- | ---- | -- | - | - | - | -- | -- | ---- | ------------- |
| 1    | Arabia Saudita | 14   | 8  | 4 | 2 | 2 | 8  | 6  | +2   | Copa Mundial  |
| 2    | Irán (A)       | 12   | 8  | 3 | 3 | 2 | 13 | 8  | +5   | Playoff       |
| 3    | China (E)      | 11   | 8  | 3 | 2 | 3 | 11 | 14 | −3   |               |
| 4    | Catar (E)      | 10   | 8  | 3 | 1 | 4 | 7  | 10 | −3   |               |
| 5    | Kuwait (E)     | 8    | 8  | 2 | 2 | 4 | 7  | 8  | −1   |               |

 Fuente: 
| 13 de septiembre de 1997 | China                              | 2–4     | Irán                                                 | Jinzhou Stadium, Dalian, China                            |                                                           |
|                          | Fan Zhiyi 44' (pen.) · Li Ming 54' | Reporte | Bagheri 61' (pen.) · Mahdavikia 67' 73' · Roosta 86' | Asistencia: 31,000 espectadores Árbitro(s): Park Hae Yong | Asistencia: 31,000 espectadores Árbitro(s): Park Hae Yong |

| 14 de septiembre de 1997 | Arabia Saudita                | 2–1     | Kuwait        | Estadio Rey Fahd, Riad, Arabia Saudita              |                                                     |
|                          | Mehalel 43' · Al Thuniyan 55' | Reporte | Abdulaziz 18' | Asistencia: 21,500 espectadores Árbitro(s): Bujsaim | Asistencia: 21,500 espectadores Árbitro(s): Bujsaim |

| 19 de septiembre de 1997 | Irán        | 1–1     | Arabia Saudita | Estadio Azadi, Teherán, Irán                       |                                                    |
|                          | Bagheri 64' | Reporte | Al Sharani 32' | Asistencia: 120,000 espectadores Árbitro(s): Okada | Asistencia: 120,000 espectadores Árbitro(s): Okada |

| 19 de septiembre de 1997 | Catar | 0–2     | Kuwait                         | Estadio Jassim bin Hamad, Doha, Catar                 |                                                       |
|                          |       | Reporte | Al Huwaidi 16' · Abdulaziz 88' | Asistencia: 10,000 espectadores Árbitro(s): Al-Sharif | Asistencia: 10,000 espectadores Árbitro(s): Al-Sharif |

| 26 de septiembre de 1997 | Catar       | 1–1     | China           | Estadio Jassim bin Hamad, Doha, Catar                |                                                      |
|                          | Khamees 10' | Reporte | Hao Haidong 67' | Asistencia: 9,000 espectadores Árbitro(s): Nurilddin | Asistencia: 9,000 espectadores Árbitro(s): Nurilddin |

| 26 de septiembre de 1997 | Kuwait         | 1–1     | Irán        | Estadio Al-Sadaqua Walsalam, Kuwait (ciudad), Kuwait |                                                      |
|                          | Al Huwaidi 20' | Reporte | Bagheri 90' | Asistencia: 25,000 espectadores Árbitro(s): Russamee | Asistencia: 25,000 espectadores Árbitro(s): Russamee |

| 3 de octubre de 1997 | China           | 1–0     | Arabia Saudita | Jinzhou Stadium, Dalian, China                         |                                                        |
|                      | Zhang Enhua 69' | Reporte |                | Asistencia: 30,000 espectadores Árbitro(s): Un-Prasert | Asistencia: 30,000 espectadores Árbitro(s): Un-Prasert |

| 3 de octubre de 1997 | Irán                       | 3–0     | Catar | Estadio Azadi, Teherán, Irán                        |                                                     |
|                      | Daei 31' · Bagheri 42' 56' | Reporte |       | Asistencia: 70,000 espectadores Árbitro(s): Magassa | Asistencia: 70,000 espectadores Árbitro(s): Magassa |

| 10 de octubre de 1997 | Kuwait         | 1–2     | China                         | Estadio Al-Sadaqua Walsalam, Kuwait (ciudad), Kuwait |                                                    |
|                       | Al Huwaidi 24' | Reporte | Hao Haidong 3' · Gao Feng 89' | Asistencia: 25,000 espectadores Árbitro(s): Lennie   | Asistencia: 25,000 espectadores Árbitro(s): Lennie |

| 11 de octubre de 1997 | Arabia Saudita | 1–0     | Catar | Estadio Rey Fahd, Riad, Arabia Saudita                  |                                                         |
|                       | Mehalel 66'    | Reporte |       | Asistencia: 15,000 espectadores Árbitro(s): Al-Ghandour | Asistencia: 15,000 espectadores Árbitro(s): Al-Ghandour |

| 17 de octubre de 1997 | Kuwait                      | 2–1     | Arabia Saudita  | Estadio Al-Sadaqua Walsalam, Kuwait (ciudad), Kuwait |                                                     |
|                       | Abdulaziz 48' · Mubarak 67' | Reporte | Al Muwallid 31' | Asistencia: 15,000 espectadores Árbitro(s): Belqola  | Asistencia: 15,000 espectadores Árbitro(s): Belqola |

| 17 de octubre de 1997 | Irán                                                    | 4–1     | China         | Estadio Azadi, Teherán, Irán                      |                                                   |
|                       | Mansourian 2' · Roosta 44' · Bagheri 69' · Ali Daei 73' | Reporte | Mao Yijun 87' | Asistencia: 100,000 espectadores Árbitro(s): Ayad | Asistencia: 100,000 espectadores Árbitro(s): Ayad |

| 24 de octubre de 1997 | Arabia Saudita  | 1–0     | Irán | Estadio Rey Fahd, Riad, Arabia Saudita             |                                                    |
|                       | Al Muwallid 88' | Reporte |      | Asistencia: 55,000 espectadores Árbitro(s): Brizio | Asistencia: 55,000 espectadores Árbitro(s): Brizio |

| 24 de octubre de 1997 | Kuwait | 0–1     | Catar        | Estadio Al-Sadaqua Walsalam, Kuwait (ciudad), Kuwait |                                                     |
|                       |        | Reporte | Al Noobi 10' | Asistencia: 18,000 espectadores Árbitro(s): Mohamed  | Asistencia: 18,000 espectadores Árbitro(s): Mohamed |

| 31 de octubre de 1997 | China                        | 2–3     | Catar                                       | Jinzhou Stadium, Dalian, China                         |                                                        |
|                       | Gao Feng 19' · Fan Zhiyi 80' | Reporte | Al Naemi 44' · Al-Enazi 54' · Al Kuwari 60' | Asistencia: 35,000 espectadores Árbitro(s): Nagalingam | Asistencia: 35,000 espectadores Árbitro(s): Nagalingam |

| 31 de octubre de 1997 | Irán | 0–0     | Kuwait | Estadio Azadi, Teherán, Irán                            |                                                         |
|                       |      | Reporte |        | Asistencia: 100,000 espectadores Árbitro(s): Un-Prasert | Asistencia: 100,000 espectadores Árbitro(s): Un-Prasert |

| 6 de noviembre de 1997 | Arabia Saudita | 1–1     | China           | Estadio Rey Fahd, Riad, Arabia Saudita              |                                                     |
|                        | Al-Muwallid 4' | Reporte | Hao Haidong 10' | Asistencia: 70,000 espectadores Árbitro(s): Elleray | Asistencia: 70,000 espectadores Árbitro(s): Elleray |

| 7 de noviembre de 1997 | Catar            | 2–0     | Irán | Estadio Jassim bin Hamad, Doha, Catar                |                                                      |
|                        | Al-Enazi 38' 81' | Reporte |      | Asistencia: 20,000 espectadores Árbitro(s): Elizondo | Asistencia: 20,000 espectadores Árbitro(s): Elizondo |

| 12 de noviembre de 1997 | China         | 1–0     | Kuwait | Jinzhou Stadium, Dalian, China |                     |
|                         | Ma Mingyu 32' | Reporte |        | Árbitro(s): Angeles            | Árbitro(s): Angeles |

| 12 de noviembre de 1997 | Catar           | 0–1     | Arabia Saudita | Estadio Jassim bin Hamad, Doha, Catar |                     |
|                         | Al Shahrani 61' | Reporte |                | Árbitro(s): Nielsen                   | Árbitro(s): Nielsen |

### Grupo B
| Pos. | Equipo         | Pts. | PJ | G | E | P | GF | GC | Dif. | Clasificación |
| ---- | -------------- | ---- | -- | - | - | - | -- | -- | ---- | ------------- |
| 1    | Corea del Sur  | 19   | 8  | 6 | 1 | 1 | 19 | 7  | +12  | Copa Mundial  |
| 2    | Japón (A)      | 13   | 8  | 3 | 4 | 1 | 17 | 9  | +8   | Playoff       |
| 3    | EAU (E)        | 9    | 8  | 2 | 3 | 3 | 9  | 12 | −3   |               |
| 4    | Uzbekistán (E) | 6    | 8  | 1 | 3 | 4 | 13 | 18 | −5   |               |
| 5    | Kazajistán (E) | 6    | 8  | 1 | 3 | 4 | 7  | 19 | −12  |               |

 Fuente: 
| 6 de septiembre de 1997 | Corea del Sur             | 3–0     | Kazajistán | Estadio Olímpico de Seúl, Seúl, Corea del Sur          |                                                        |
|                         | Choi Yong-soo 24' 67' 74' | Reporte |            | Asistencia: 41,219 espectadores Árbitro(s): Nagalingam | Asistencia: 41,219 espectadores Árbitro(s): Nagalingam |

| 7 de septiembre de 1997 | Japón                                             | 6–3     | Uzbekistán                              | National Stadium, Tokio, Japón                      |                                                     |
|                         | Miura 4' (pen.) 40' 64' 80' · Nakata 40' · Jo 44' | Reporte | Shatskikh 56' 77' · Fyodorov 69' (pen.) | Asistencia: 54,328 espectadores Árbitro(s): Al-Zaid | Asistencia: 54,328 espectadores Árbitro(s): Al-Zaid |

| 12 de septiembre de 1997 | Corea del Sur                         | 2–1     | Uzbekistán    | Estadio Olímpico de Seúl, Seúl, Corea del Sur          |                                                        |
|                          | Choi Yong-soo 15' · Lee Sang-yoon 87' | Reporte | Shatskikh 74' | Asistencia: 70,000 espectadores Árbitro(s): Wei Jihong | Asistencia: 70,000 espectadores Árbitro(s): Wei Jihong |

| 12 de septiembre de 1997 | Emiratos Árabes Unidos                                 | 4–0     | Kazajistán | Estadio Jeque Zayed, Abu Dabi, EAU                     |                                                        |
|                          | Ali 20' · Obaid 48' · Zuhair Bakheet 75' · Mubarak 85' | Reporte |            | Asistencia: 15,000 espectadores Árbitro(s): Un-Prasert | Asistencia: 15,000 espectadores Árbitro(s): Un-Prasert |

| 19 de septiembre de 1997 | Emiratos Árabes Unidos | 0–0     | Japón | Estadio Jeque Zayed, Abu Dabi, EAU                  |                                                     |
|                          |                        | Reporte |       | Asistencia: 40,000 espectadores Árbitro(s): Mohamed | Asistencia: 40,000 espectadores Árbitro(s): Mohamed |

| 20 de septiembre de 1997 | Kazajistán   | 1–1     | Uzbekistán    | Estadio Central, Almatý, Kazajistán              |                                                  |
|                          | Baltiyev 84' | Reporte | Shatskikh 85' | Asistencia: 12,000 espectadores Árbitro(s): Ayad | Asistencia: 12,000 espectadores Árbitro(s): Ayad |

| 27 de septiembre de 1997 | Uzbekistán                 | 2–3     | Emiratos Árabes Unidos                      | Estadio Pakhtakor Markaziy, Tashkent, Uzbekistán   |                                                    |
|                          | Shirshov 10' · Bazarov 90' | Reporte | Bakheet 51' · Alabadla 60' · Al Talyani 85' | Asistencia: 50,000 espectadores Árbitro(s): Moradi | Asistencia: 50,000 espectadores Árbitro(s): Moradi |

| 28 de septiembre de 1997 | Japón         | 1–2     | Corea del Sur                       | National Stadium, Tokio, Japón                   |                                                  |
|                          | Yamaguchi 67' | Reporte | Seo Jung-won 83' · Lee Min-sung 86' | Asistencia: 56,704 espectadores Árbitro(s): Mane | Asistencia: 56,704 espectadores Árbitro(s): Mane |

| 4 de octubre de 1997 | Corea del Sur                                         | 3–0     | Emiratos Árabes Unidos | Estadio Olímpico de Seúl, Seúl, Corea del Sur |                         |
|                      | Ha Seok-ju 8' · Yoo Sang-chul 69' · Lee Sang-yoon 81' | Reporte |                        | Árbitro(s): Bouchardeau                       | Árbitro(s): Bouchardeau |

| 4 de octubre de 1997 | Kazajistán    | 1–1     | Japón     | Estadio Central, Almatý, Kazajistán               |                                                   |
|                      | Zubarev 90+2' | Reporte | Akita 23' | Asistencia: 10,000 espectadores Árbitro(s): Fares | Asistencia: 10,000 espectadores Árbitro(s): Fares |

| 11 de octubre de 1997 | Uzbekistán      | 1–1     | Japón     | Estadio Pakhtakor Markaziy, Tashkent, Uzbekistán     |                                                      |
|                       | Kambaraliev 30' | Reporte | Lopes 89' | Asistencia: 54,000 espectadores Árbitro(s): Al Aalaq | Asistencia: 54,000 espectadores Árbitro(s): Al Aalaq |

| 11 de octubre de 1997 | Kazajistán   | 1–1     | Corea del Sur    | Estadio Central, Almatý, Kazajistán                  |                                                      |
|                       | Yevteyev 50' | Reporte | Choi Yong-soo 5' | Asistencia: 15,000 espectadores Árbitro(s): Abu Loom | Asistencia: 15,000 espectadores Árbitro(s): Abu Loom |

| 18 de octubre de 1997 | Uzbekistán         | 1–5     | Corea del Sur                                                                   | Estadio Pakhtakor Markaziy, Tashkent, Uzbekistán    |                                                     |
|                       | Fedorov 61' (pen.) | Reporte | Choi Yong-soo 19' 41' · Yoo Sang-chul 38' · Ko Jeong-woon 57' · Kim Do-hoon 70' | Asistencia: 38,000 espectadores Árbitro(s): Hussein | Asistencia: 38,000 espectadores Árbitro(s): Hussein |

| 18 de octubre de 1997 | Kazajistán                                | 3–0     | Emiratos Árabes Unidos | Estadio Central, Almatý, Kazajistán                               |                                                                   |
|                       | Sparyshev 55' · Yevteyev 64' · Yurist 75' | Reporte |                        | Asistencia: 18,000 espectadores Árbitro(s): Nik Ahmad Haji Yaakub | Asistencia: 18,000 espectadores Árbitro(s): Nik Ahmad Haji Yaakub |

| 25 de octubre de 1997 | Uzbekistán                                   | 4–0     | Kazajistán | Estadio Pakhtakor Markaziy, Tashkent, Uzbekistán    |                                                     |
|                       | Shkvyrin 19' 33' · Fedorov 44' · Kasimov 71' | Reporte |            | Asistencia: 25,000 espectadores Árbitro(s): Al Ajmi | Asistencia: 25,000 espectadores Árbitro(s): Al Ajmi |

| 26 de octubre de 1997 | Japón    | 1–1     | Emiratos Árabes Unidos | National Stadium, Tokio, Japón                      |                                                     |
|                       | Lopes 4' | Reporte | Mubarak 37'            | Asistencia: 56,000 espectadores Árbitro(s): Badilla | Asistencia: 56,000 espectadores Árbitro(s): Badilla |

| 1 de noviembre de 1997 | Corea del Sur | 0–2     | Japón                 | Estadio Olímpico de Seúl, Seúl, Corea del Sur         |                                                       |
|                        |               | Reporte | Nanami 2' · Lopes 37' | Asistencia: 75,000 espectadores Árbitro(s): Baharmast | Asistencia: 75,000 espectadores Árbitro(s): Baharmast |

| 2 de noviembre de 1997 | Emiratos Árabes Unidos | 0–0     | Uzbekistán | Estadio Jeque Zayed, Abu Dabi, EAU               |                                                  |
|                        |                        | Reporte |            | Asistencia: 30,000 espectadores Árbitro(s): Dalu | Asistencia: 30,000 espectadores Árbitro(s): Dalu |

| 8 de noviembre de 1997 | Japón                                                          | 5–1     | Kazajistán   | National Stadium, Tokio, Japón                           |                                                          |
|                        | Akita 11' · Nakata 15' · Nakayama 44' · Ihara 66' · Takagi 88' | Reporte | Yevteyev 73' | Asistencia: 56,032 espectadores Árbitro(s): van der Ende | Asistencia: 56,032 espectadores Árbitro(s): van der Ende |

| 9 de noviembre de 1997 | Emiratos Árabes Unidos | 1–3     | Corea del Sur                           | Estadio Jeque Zayed, Abu Dabi, EAU                   |                                                      |
|                        | Bakheet 58'            | Reporte | Lee Sang-yoon 11' · Kim Do-hoon 42' 67' | Asistencia: 1,800 espectadores Árbitro(s): Ceccarini | Asistencia: 1,800 espectadores Árbitro(s): Ceccarini |

## Repesca
Se jugaría a partido único en sede neutral, siendo la primera vez en la que se aplicaría el gol de oro.
| 16 de noviembre de 1997 | Irán                 | 2–3 (t. s.) | Japón                              | Larkin Stadium, Johor Bahru, Malasia                  |                                                       |
|                         | Azizi 46' · Daei 58' | Reporte     | Nakayama 39' · Jo 75' · Okano 118' | Asistencia: 22,000 espectadores Árbitro(s): Diaz Vega | Asistencia: 22,000 espectadores Árbitro(s): Diaz Vega |

Japón se clasificaría para la Copa Mundial de Fútbol de 1998 e Irán pasaría a la repesca intercontinental contra el campeón de Oceanía.

## Repesca intercontinental
| Fecha                   | Lugar     |           |                      | Resultado |                      |           |
| ----------------------- | --------- | --------- | -------------------- | --------- | -------------------- | --------- |
| 22 de noviembre de 1997 | Teherán   | Irán      | Bandera de Irán      | 1:1       | Bandera de Australia | Australia |
| 29 de noviembre de 1997 | Melbourne | Australia | Bandera de Australia | 2:2       | Bandera de Irán      | Irán      |

## Clasificados
| Bandera de Arabia Saudita | Bandera de Corea del Sur | Bandera de Japón | Bandera de Irán |
| Arabia Saudita            | Corea del Sur            | Japón            | Irán            |